# Gábor Fejes
Gábor Fejes (né le 25 mai 1989 à Budapest) est un coureur cycliste hongrois.

## Palmarès sur route

### Par année
- 2008
  -  Champion de Hongrie du contre-la-montre par équipes
  -  Champion de Hongrie de la montagne espoirs
- 2009
  -  Champion de Hongrie du contre-la-montre espoirs
  - 2e du championnat de Hongrie sur route espoirs
- 2010
  -  Champion de Hongrie du contre-la-montre par équipes
  -  Champion de Hongrie du contre-la-montre espoirs
  - 3e du championnat de Hongrie de la montagne
- 2011
  -  Champion de Hongrie du contre-la-montre
  - 1re étape du Tour de Pécs
- 2012
  -  Champion de Hongrie du contre-la-montre
  - Champion de Budapest du contre-la-montre
  - 2e du championnat de Hongrie sur route
- 2013
  -  Champion de Hongrie du contre-la-montre
  - Champion de Budapest du contre-la-montre
- 2014
  -  Champion de Hongrie du contre-la-montre
  -  Champion de Hongrie de la montagne
- 2015
  - 2e du championnat de Hongrie de la montagne
- 2018
  - 2e du championnat de Hongrie du contre-la-montre
- 2020
  - 3e du championnat de Hongrie sur route
- 2021
  -  Champion de Hongrie de la montagne

### Classements mondiaux
| Année                                 | 2011 | 2012 | 2013 | 2014 | 2015 | 2016  | 2017  | 2018  | 2019 | 2020 |
| ------------------------------------- | ---- | ---- | ---- | ---- | ---- | ----- | ----- | ----- | ---- | ---- |
| Classement mondial                    |      |      |      |      |      | 2811e | 2773e | 2015e | nc   | 565e |
| UCI Europe Tour                       | 730e | 326e | 842e | 532e | nc   | 1869e | 1839e | 1343e | nc   | 460e |
|                                       |      |      |      |      |      |       |       |       |      |      |
| Légende : nc = non classéSource : UCI |      |      |      |      |      |       |       |       |      |      |

## Palmarès en cyclo-cross
- 2011-2012
  - 2e du championnat de Hongrie de cyclo-cross
- 2013-2014
  -  Champion de Hongrie de cyclo-cross
- 2014-2015
  -  Champion de Hongrie de cyclo-cross